# 레시

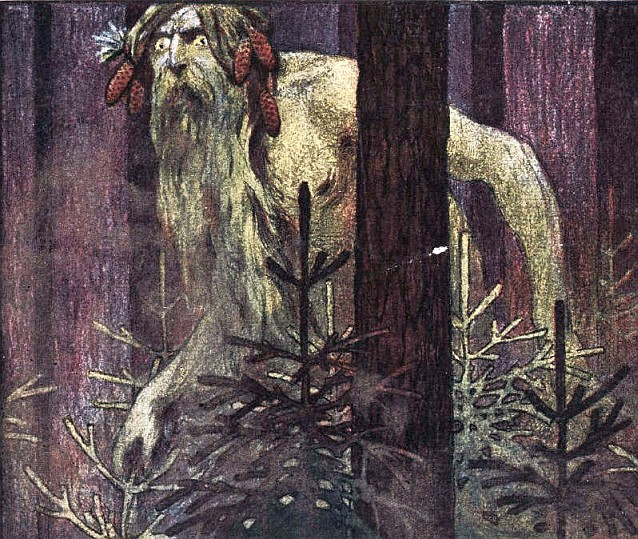

레시(러시아어: ле́ший, 우크라이나어: лісовик 리코빅[*])는 슬라브 전설에 나오는 숲의 정령의 일종이다.

## 개요
전승에 따르면 어느 숲에나 반드시 하나씩은 레시가 살고 있다고 하며, 피가 파래서 뺨이나 입술도 새파랗다고 한다. 그리고 푸석푸석한 머리카락과 무릎까지 닿는 수염, 진한 눈썹, 눈동자 등도 모두가 초록색이다.
그들에게는 그림자가 없고 발자국도 남지 않는다. 숲 속에 있을 때만 그들은 만능이어서 삼나무보다 높아질 수도 있고 잔디보다 낮아질 수도 있다. 사람이 숲 속을 거닐 때 누군가 뒤따라오는 것 같아서 느닷없이 뒤돌아봐도 레쉬는 순식간에 자취를 감추기 때문에 결코 모습을 볼 수가 없다.
그리고 레시에게 가족이 있다는 전설도 있다. 일반적으로 그의 부인은 레샤치하(Leshachikha), 아이들은 레숀키(Leshonki)라고 불린다.
그들은 자신의 영토에 인간이 들어오는 것을 좋게 생각하지 않는다. 그래서 삼림을 벌채하러 온 사람이나 나그네들을 홀려서 같은 장소를 빙빙 돌게 만든다. 이 홀린 상태에서 벗어나려면 윗도리를 거꾸로 입고 신발의 왼쪽과 오른쪽을 바꿔 신어야 한다. 그러나 레시는 마음이 착한 편이어서 결코 사람의 목숨을 앗아가지는 않는다. 만일 나그네가 빠져나가는 방법을 알지 못해 피곤에 지펴서 나가떨어질 무렵에는 마을로 가는 길을 가르쳐준다.
레시는 숲을 인격화시킨 것이기 때문에, 나무들이 시드는 가을(10월경)이 되면 갑자기 기분이 나빠지기 때문에 이 시기에 그들을 만나는 것은 매우 위험한 일이라고 한다. 때때로 숲속에서 새들이나 여자의 날카로운 비명과 같은 소리가 들리곤 하는데, 그것은 슬픔에 잠긴 레시가 부르짖는 소리다. 그들은 겨울 동안에 일단 죽거나 아니면 사라져버린다. 그러다가 봄이 되면 다시 태어난 듯이 밝고 명랑해져서 수목에 싹이 돋아나게 하고 수풀에 꽃을 피운다.

## 같이 보기
- 진 (신화)